# Pokawa
Pokawa (341 m n.p.m.) – wzniesienie we wsi Przymiłowice, w województwie śląskim, w powiecie częstochowskim, gminie Olsztyn. Znajduje się na Wyżynie Mirowsko-Olsztyńskiej będącej częścią Jury Krakowsko-Częstochowskiej.
Pokawa znajduje się tuż po północnej stronie drogi z Przymiłowic do Olsztyna. Jest całkowicie porośnięta lasem. W niewielkiej odległości od niej na północny wschód w Przymiłowicach znajduje się drugie wzniesienie – Łysa Góra. 

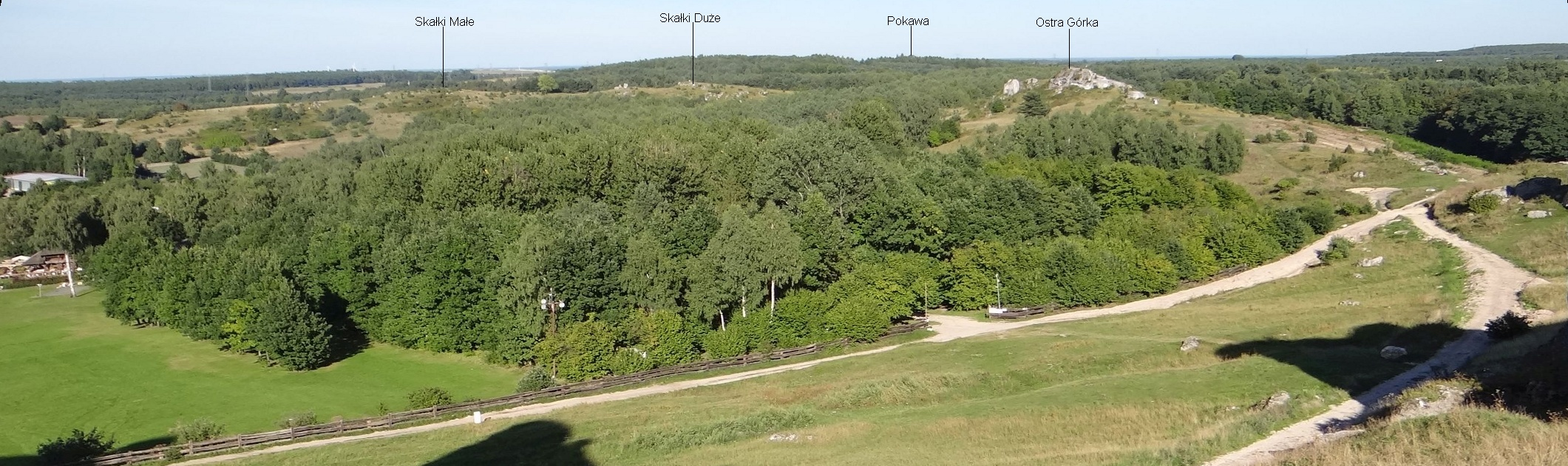
Widok z Zamku w Olsztynie